# Alide'er
Alide'er (kinesiska: 阿力得尔, 阿力得尔苏木) är en socken i Kina. Den ligger i den autonoma regionen Inre Mongoliet, i den norra delen av landet, omkring 970 kilometer nordost om regionhuvudstaden Hohhot. Antalet invånare är 29873. Befolkningen består av 14 476 kvinnor och 15 397 män. Barn under 15 år utgör 15,0 %, vuxna 15-64 år 79 %, och äldre över 65 år 5,0 %.
Genomsnittlig årsnederbörd är 691 millimeter. Den regnigaste månaden är juli, med i genomsnitt 246 mm nederbörd, och den torraste är januari, med 5 mm nederbörd.